# 민주시민연합
민주시민연합(약칭 민시련)은 다음과 같은 '민주시민운동'을 하는 대한민국 시민단체이다. 사회정의와 민족정의(民族正義), 법치주의의 추구를 목표로 하고, 민주성, 합리성, 보편성 등 근대적 가치를 생활문화화(生活文化化)하며, 공동체의 무형적 역량을 증대시켜 나가는 정신운동이자 역사행위로서 민족재결합의 정신적 기반을 조성해 나가는 통일운동을 포함하고 있다.

## 민주시민연합의 창립 구성원
1989. 4. 29. 자영상인, 지식인, 직장인 등 평범한 시민 300여명이 창립하였습니다.(당일 KBS,MBC뉴스, `89. 4. 30.자 매스컴에 보도 및 일간지 게재)

## 민주시민연합이 해 온 일
- 민주시민교육 및 캠페인
- 생활문화개선운동
- '범죄와의 전쟁' , 부정부패퇴치,'억사모'(억울한 사람들의 모임)운동
- 친북 세력 봉쇄를 위한 민주이념운동 전개

## 다른 시민단체와 차별화되는 내용
- 시민이 나서서 사회운동을 전개한 대한민국 최초의 NGO 단체로, 단체명에 '시민'을 사용한 최초의 단체이고, '○사모'를 사용한 최초의 단체이다.
- '범죄와의 전쟁', '비리법조인과의 전쟁', '부패와의 전쟁' 등 국가 기반을 위협하는 심각한 사회문제에 대해 강력한 의지로 행동해왔다.

## 미래에 대한 차별적 예측과 제안들
- 한국병
- 사법제도 개혁
- 남녀성비 불균형이 초래할 2000년대의 사회문제
- 군 면제자의 방범 요원화
- 시민 감사관 제도
- 범죄 예방 기금 조성
- 선행 학생 평가 우대제도
- 윤락구조의 현실적 조정
- 사회안전망 구축

## 연혁 및 활동 내용
- 1989. 04. 29. 서울특별시 중구 청소년회관 대강당에서 본 연합 창립총회를 개최하여 정관을 통과시키고 제1대 의장으로 김태환 교수를 선임.
- 1989. 05. 15. 북한민주화, 지역화합, 범죄추방운동을 당해연도 사업으로 확정.
- 1989. 05. 16. ‘한국 좌익사상의 실상과 극복’(김태환 저) 각계에 배포.
- 1989. 07. 03. 서울특별시 종로구 통의동에 본 연합 본부 사무실 개설.
- 1989. 07. 29. ‘가까운 옛날’(전재혁 저) 출판기념회 개최.
- 1989. 10. 05. ‘공산권 국가의 갈등과 변혁’(김태환 • 전재혁 공저) 출판기념회 개최.
- 1990. 01. 06. 제2차 총회에서 김태환 의장 후임에 전재혁 국무총리실 이념분석 담당관을 선임하였고, 전재혁 의장은 국무총리실을 사직하고 나와서 민주시민운동을 이끌게 됨.
- 1990. 01. 13. ‘민주시민운동 촉진 대 강연회’를 세종문화회관에서 개최, 인신매매 현황 보고 및 귀순 유학생의 북한 실상 폭로.
- 1990. 03. 21. 서울특별시 종로구 인사동 75번지 동남빌딩 5층으로 사무실로 이전.
- 1990. 07. 07. 민시련 축구단 창단.
- 1990. 10. 07. 민시련 중앙위원회에서 ‘범죄와의 전쟁선포’ 성명을 발표하고, 인신매매, 가정파괴, 조직폭력을 3대 퇴치 과제로 선정.
- 1990. 10. 20. 민주시민운동연합 ‘시민자위봉사단 결단식 및 범죄와의 전쟁 선포식’을 서울 동숭동  대학로에서 개최.
- 1990. 11. 25. 민주시민운동연합 회보 발행.
- 1990. 12. 27. '국가사회 발전에 기여한 공’으로 전재혁의장이 대통령 표창 수상.
- 1991. 01. 26. 총회에서 규범문화 창달, 범죄•부패 추방, 생활문화 개선, 민족 화합 • 통일운동과 관련한 사업계획안 확정.
- 1991. 04. 01. ‘공명선거 당선자 격려 및 보고대회’를 인사동 사무실에서 개최.
- 1991. 04. 28. ‘민시련 창립 2주년 기념대회’를 장충단 공원에서 개최.
- 1991. 07. 06. ‘민주시민운동 촉진 대강연회’를 의정부 시민회관에서 갖음.
- 1991. 08. 29. 「실종자가족협의회」를 결성하고 실종자 찾기 대책위원회 구성.
- 1991. 09. 19. ‘실종자 찾기 시민궐기대회 및 대학생 봉사단 결단식’을 청량리역 광장에서 개최.
- 1991. 10. 06. ‘범죄 뿌리 뽑기 시민운동 추진 계획안’ 확정.
- 1991. 10. 17. ‘실종자 찾기 시민 궐기 대회’를 서울역 광장에서 개최.
- 1991. 11. 20. 민시련 시민자위봉사단이 경찰청 특수강력수사대, MBC와 함께 홍제동 술집에 감금돼 있던 여성 7명 구출.
- 1991. 11. 28. 전경련회관에서 「실종문제 심포지움」 개최.
- 1991. 12. 21. 서울 동숭동 대학로에서 ‘민주시민 헌장 선포 및 범죄 뿌리뽑기 시민운동 선언식’ 개최.
- 1992. 02. 15. ‘민간참여 범죄예방운동의 방향 및 방법’안을 작성, 동부지청에 제공
- 1992. 04. 27. 재정사정으로 인해 서울특별시 종로구 인사동 사무실 폐쇄.
- 1992. 05. 13. 광나루에서 물에 빠진 여학생을 구출하고, 사경을 헤메는 윤배영(尹培榮) 의경 부모에게 ‘선행시민패' 및 격려금 전달식 거행(청소년회관 대강당)
- 1992. 08. 13. 민시련 재출범 대회를 서울특별시 중구 수표동 소재 청소년 회관에서 개최.
- 1992. 12. 15. 하정선교재단 후원으로 세종문화회관에서 ‘남녀 성비 불균형이 초래할 2000년대의 사회문제'와 ‘민간 참여의 범죄 예방활동 및 방법 모색’ 세미나 개최.
- 1993. 04. 15. 이연길 이사장, 북한민주화촉진협의회 창립.
- 1993. 04. 18. 사법제도 개혁을 포함하여 8개항의 개혁방안을 청와대에 건의.
- 1993. 06. 24. 서울특별시 성동구 하왕십리동 동일 빌딩 404호에 사무실 개설.
- 1993. 08. 19. ‘사회기강 확립을 위한 유흥구조 개혁운동 방안’ 확정.
- 1994. 03. 26. 서울특별시 종로구 낙원동 90번지 대성빌딩 603호로 사무실 이전.
- 1994. 04. 18. 의식개혁 시민운동 참여 캠페인 '더 이상 방관자, 평가자로 남아서는 안됩니다'차량 홍보 및 유인물 배포.
- 1994. 04. 29. 민주시민운동연합 총회를 서울특별시 종로구 한일관에서 개최하고, 전재혁 의장 유임 의결.
- 1994. 06. 16. 민주시민운동연합 간부 연수회를 경기도 송추에서 개최.
- 1994. 07. 19. 보선 자원봉사 참여.
- 1994. 10. 03. 서울특별시 송파구 풍납2동 401-4 뉴원빌딩 7층으로 사무실 이전.
- 1994. 10. 28. 올림픽파크텔에서 개최한 북한민주화촉진협의회 주관 ‘북한 민주화와 인권회복을 위한 `94 서울대회’대회 준비 및 인력 지원.
- 1994. 11. 03. 윤락녀 1000명, 일반인 2000명을 대상으로 ‘한국인의 성 의식’을 조사하고, 윤락문제에 대한 정책안 수립.
- 1994. 11. 23. ‘범죄예방운동의 방향과 윤락구조 개혁 방안 모색’ 세미나를 올림픽파크텔에서 개최.
- 1995. 03. 10. ‘억울한 사람들의 모임’ 결성.
- 1995. 05. 18. 민주시민운동연합 창립 6주년 기념식을 겸하여‘억울한 사람들의 모임’사례 발표회를 서울특별시 중구 수표동 소재 청소년회관에서 가짐.
- 1995. 07. 20. 서울특별시 동작구 사당3동 252-15 강림빌딩 5층으로 사무실 이전.
- 1995. 09. 28. ‘억울한 사람들의 모임’ 결의 대회를 사당3동 회의실에서 개최.
- 1996. 03. 14. 서울특별시 금천구 독산동 대화빌딩3층으로 사무실 이전.
- 1996. 04. 29. 선행자기념사업본부를 결성하고, ‘선행자 사전’ 편찬계획안 수립.
- 1996. 06. 25. 민주시민운동연합 문화부(차상우 이사)에서 준비한 통일, 효도 주제가요 신곡 발표회를 올림픽파크텔에서 가짐.
- 1997. 04. 15. 서울특별시 강남구 역삼동 738-41 역삼빌딩 5층으로 사무실 이전.
- 1997. 06. 23. 민시련 걷기회(워킹 클럽) 결성.
- 1997. 08. 12. ‘법조인 부패와 억울한 사람 양산풍토 개혁방안’ 수립, 관계기관에 건의.
- 1997. 09. 28. '애국품앗이운동'선언후 제안서를 각 단체에 보냄.
- 1998. 01. 19. ‘억울한 사람들의 모임’ 총회 소집, 대책위원장에 류진향씨를 선임하고, 사업 방향 확정.
- 1998. 04. 10. 서울특별시 중구 을지로4가 303-1 한올빌딩 4층으로 사무실 이전.
- 1998. 04. 29. 창립기념식 겸 민시련 대의원 총회를 개최하여 전재혁 의장 유임 의결.
- 1998. 09. 25. ‘사법정의시민연대 발대식 및 억울한 사연 발표회’를 프레스센터에서 개최.
- 1998. 12. 23. ‘법조개혁촉진대회’를 프레스센터에서 개최.
- 1999. 01. 14. ‘비리법조인 규탄대회’를 프레스센터에서 개최.
- 1999. 04. 29. ‘민시련 창립 제10주년 기념식 및 통일가요 발표회’를 세종문화회 관에서 개최.
- 1999. 05. 17. 민시련「억울한 사람의 모임」과 前 참여연대 소속「사법 제자리놓기 모임」'통합대회 및 억울한 사연 발표회’를 프레스센터에서 개최.
- 1999. 05. 17. ‘경찰수사권 독립에 관한 법학교수 평가’ 조사 결과 발표.
- 1999. 07. 17. ‘조직폭력 퇴치 사회 안전망 구축 전진대회 및 서천지부 결성식’을 충남 서천군 실내체육관에서 개최.
- 1999. 08. 12. 예절문화 캠페인용 「지하철문화 신문」 발간.
- 1999. 10. 25. 사무실을 을지로에서 서울 충무로5가 20-5 삼일빌딩3-4층으로 이전.
- 2000. 01. 14. 시민단체의 낙선운동에 대해 반대 성명 발표.
- 2000. 01. 17. 사법정의시민연대 재 출범식을 민시련 사무실에서 개최.
- 2000. 02. 05. 차상우 이사 주관하에 「노래로 통일을 여는 사람 모임」,「노래로 화합하는 시민운동」등을 결성하여 화합운동 전개.
- 2000. 02. 25. 문화부 주관, 불교 가요제를 어린이회관 대극장에서 개최.
- 2000. 06. 20. 북한민주화운동 전략을 수립하여 북민협에 지원.
- 2000. 06. 25. 이북도민통일협의회를 ‘민시련 통일안보위원회’로 흡수 개편.
- 2000. 08. 03. 민시련 자연탐사팀(팀장 이광주)이 강원도 봉포 앞 바다 죽도 왼쪽 500m 바다 속 23m 지점에서 길이 3m, 둘레 60cm크기의 고래 가슴뼈를 인양.
- 2000. 08. 10. '일성 이준 열사 기념사업회’를 지원하여 경술국치 90주년 학술 심포지움「이준열사에 대한 역사적 조명」을 전경련회관에서 실시.
- 2000. 10. 15. 내장산에서 중앙위원 단합대회 행함.
- 2001. 03. 14. 인터넷 신문「민주시티」창간식을 종로 구민회관 대회의실에서 가짐.
- 2001. 04. 29. 퇴계로 5가 소재 한우리에서 총회를 갖고, 의장단 유임 의결(의장 전재혁, 부의장 김동구, 김창석, 백병훈, 하등용)
- 2001. 06. 06. 전재혁 의장 편저 ‘회색시대’ 출간.
- 2001. 08. 10. 인터넷신문「민주시티」폐쇄 결정
- 2001. 08. 23. ‘언론탄압 규탄 및 국가 정체성 수호 국민모임’을 광화문 동아일보 본사 건너편에서 한국논단, 자유 언론 수호국민포럼과 공동으로 개최.
- 2001. 10. 12. 사무실을 여의도에서 서울특별시 마포구 서교동 387-2 성광빌딩 4층으로 이전.
- 2001. 12. 28. 광희동 소재 평안면옥에서 민시련 송년회 겸 간부회의 개최. 민시련의 사업 및 조직체계 등에 대해 의장단에 위임키로 의결.
- 2002. 03. 26. ‘정사모’(정의사회실천모임)결성대회를 프레스센터 국제회의장에서 개최.
- 2002. 04. 01. 민시련 ‘민족정의시민전선’ 결성.
- 2002. 04. 15. 민시련 서울 강남지회를 서울특별시 서초구 방배동 761-1 내경빌딩 2층에 개설하고, 장삼보 이사를 강남 지회장 겸 식품위생운동본부장으로 선임.
- 2002. 05. 04. 민시련 문예운동위원회에서 월드컵 대비 시민예절운동을 가요로 출반.
- 2002. 06. 27. 12개 애국단체 연찬회를 인천 경인유스호스텔에서 가짐. 이 자리에 참석한 [남굴사] 윤여길 박사와 정지용 총무로부터 남침 땅굴현황에 대해 설명을 듣고, 징후 포착시 확인 작업을 협력 하기로 의결.
- 2002. 07. 05. 의장단에서 정치소비자운동을 전개하기로 의결함.
- 2002. 07. 23. 청년대학생 교육전문 부서로 자유아카데미를 개설하고, 제1기 대학생 연수회를 김포로그벨리에서 가짐.
- 2002. 08. 21. 경인유스호스텔에서 갖은 사단법인 통일안보중앙협의회 간부 연수회 후원.
- 2002. 09. 28. 제1회 한중청년포럼을 송추유스호스텔에서 개최하고, 양국 청년학생 대표 간에 ‘공동선언문’ 채택.
- 2002. 10. 14. 경기도 화성군 매송면 원평리 옥산마을 앞 남침땅굴 진상규명 작업 참가.
- 2002. 10. 26. 제2회 한중청년학생포럼을 송추유스호스텔에서 개최.
- 2002. 11. 02. 자유아카데미 제2기 대학생 연수회를 송추유스호스텔에서 개최. 동북중아국민연대 소속 청년간부 연찬회를 송추유스호스텔에서 개최.
- 2002. 11. 15. 민주시민연합 지부장 연찬회를 송추유스호스텔에서 개최.
- 2002. 12. 20. “수원-화성 남침땅굴 상황 및 대책방안”을 남굴사와 진상규명 촉구 추진위원회 명의로 작성 배포
- 2002. 12. 23. 고 정지용 선생 추모회 및 ‘남침땅굴 진상규명대책위원회’ 준비모임을 세계일보사 내 국제연수원 1층 무궁화홀에서 개최.
- 2002. 12. 26. “정체성 확립 없이는 미래가 없다! 한나라당의 역사적 과오”(A4-8쪽) 50부를 한나라당 천안연수원에서 한나라당 지구당 위원장 연찬회시 현장 배포
- 2003. 01. 04. 제3회 한중청년포럼을 송추유스호스텔에서 개최.
- 2003. 03. 10. “민주시민캠페인” 자료(국배판 59쪽) 제작 배포
- 2003. 05. 29. 민주시민연합 새 출범준비위원 모임을 전쟁기념관에서 개최
- 2003. 07. 05. 민시련 사무소를 영등포구 당산동6가 121-241 우진빌딩 302호로 이전.
- 2003. 07. 19. 시민정의운동(정치분야) 사업추진 계획 확정.
- 2003. 07. 24. 정치발전연구소 개설.
- 2004. 03. 08. '낙선 당선운동 배격 준법선거국민운동 서울시지구 결의대회'를 프레스센터에서 개최. 중앙상임위에서 과학생활화운동 및 인재찾기운동을 전개해 나가기로 의결하고, 최해동 중앙위원을 운동본부장에 위촉.
- 2004. 05. 01. 민시련 기업인회 명칭을 자유기업포럼으로 변경.
- 2004. 07. 04. 민시련 중앙위원들, 북한민주화협의회 실무담당. 이준열사순국 제97주기 추념제전 실무 지원.
- 2004. 09. 09. 의장단과 중앙상임위원회는 ‘시민나라 띠잇기 운동’과 범죄추방운동을 분리하고, 범죄추방운동은 독립시키기로 의결.
- 2004. 10. 10. 노래로화합하는시민운동(차상우 회장)의 내고향노래애창운동본부팀이 영월군에서 주관하는 난고(김삿갓)가요제에 참가.
- 2005. 06. 01. 민시련 정책위, 2개월간의 검토 끝에 신기술포럼 발족.
- 2005. 06. 03. 민시련 운영방향을 민시련 공동체 개념으로 설정, 비중을 높이도록 중앙상임위에서 의결.
- 2005. 10. 10. 도서 “대한민국, 어디로 가야하나?” 발행.
- 2005. 11. 03. 신기술 진흥과 민시련 공동체의 활성화를 위한 신기술사업센터를 창립, 최원석 운영위원을 수석위원으로 임명.
- 2005. 11. 28. 노래운동 “노래로 화합하는 시민운동”을 <노래사랑 누리사랑>으로 개칭하고, 순수한 “아낙네 소리문화”로 육성해 나가기로 의결.
- 2006. 05. 12. 국민과학화운동과 신기술사업화를 위한 건전투자활동의 검증 및 연구기능을 활성화하기 위한 IIKK(발명아이디어와 한국인의 노하우)와 신기술사업센터 임원 위촉. 일반의 ‘민주시민’ 개념 몰이해로 본회를 운동권으로 오인하는 경향이 있어 생활운동에 비중을 두기로 중앙위원회에서 의결.
- 2006. 05. 29. 다단계를 근절하기 위해 국민과학화운동과 신기술사업화를 위한 건전투자활동의 검증 및 연구기능을 활성화하기 위한 IIKK(발명아이디어와 한국인의 노하우)와 신기술사업센터 임원 위촉.
- 2006. 07. 14. 이준 열사 순국99주년 추념제전 지원.
- 2006. 09. 15  신기술사업화추진위원회 주관하에 전국경제인연합회 강당에서 자력식풍력발전기의 국민기업화 가능성 점검을 위한 설명회 개최.
- 2006. 12. 26. 전재혁 상임대표, 사단법인 일성이준열사기념사업회 총회에서 이사장(회장)으로 피선.
- 2008. 04. 26. 공동대표 체제 구축 (이사장 장호근, 상임대표 전재혁, 공동대표 김동구, 서준원, 김기현, 임선준)
- 2008. 06. 22. 해방정국사 및 남북한 관계사에 관해 청년들에게 사이버 교육 시행.
- 2008. 07. 14. 이준 열사 순국101주년 추념제전 참가
- 2008. 07. 18. 사기꾼 변호사와 이를 비호하는 검, 판사의 행위를 지적하는 유인물 우송.
- 2008. 09. 19. 대학생, 청장년 민주시민 띠잇기 시행.
- 2008. 10. 09. 사법정의시민연대 대책회의를 개최하고, 협기있는 시민세력을 형성하기 전까지는 부정한 사법경찰, 검사, 판사의 명단을 작성하여  존안하고, 직접 개입은 자제하기로 의결.
- 2008. 12. 20. 국가의 정통성, 민주시민 의식, 공동체 특성에 맞는 발전전략 등에 관해 전체 회원 교육 자료를 배포하고, 전단/피켓/현수막 등 허가받은 의사표현 수단 이외에 공권력에 대항하는 수단을 사용하는 것은 폭도이며, 폭도의 행위가 집단화될 경우 이를 폭동으로 규정하기로 정리.
- 2009. 02. 22. 태투협회 결성 지원
- 2009. 04. 14. 유기농을 환경운동으로 설정, 장윤홍 선생을 위원장으로 선임하고, 마산(류진향), 포천(박기성) 등지에서 시험
- 2009. 05. 19. 세계 최초, 세계 제일 신기술을 지원하는 <산업성금>과 <시민펀드>를 조성할 것을 촉구하는 제안서 각계 발송
- 2009. 05. 23. 중앙상임위원회에서 민주시민연합의 논리, 운동전략, 역동성, 운동효과 등을 종합 점검한바 노선과 논리는 시대에 관계없이 인간공동체의 정의와 효율의 가치를 증진시키는 대한민국 대표 논리로서 ‘마르고 닳을 때까지 손질할 필요가 없다’는 결론을 내리고, 2010년 중반에 조직을 재편하기로 의결. 단, 정사모는 유보하기로함.
- 2009. 06. 06. 국립현충원 참배
- 2009. 07. 14. 이준 열사 순국 102주년 추념제전 참여
- 2009. 08. 12. 민주시민운동 촉진 대 강연회 개최
- 2009. 10. 16. 준법선거운동본부장 이찬용이 관리하는 과테말라 NGO에서 학교설립을 확정짓게 됨에 이를 일성 이준열사기념사업회 소속 조직으로 전환하여 일성정신을 추구하는 학교로 하기로 기념사업회 측과 합의
- 2010. 02. 08. 자유아카데미, 한국사회연구소에서 무형적 국력 강화를 위한 국민교육 논리 개발
- 2010. 04. 29. (사)일성 이준열사기념사업회 회원 단체로서‘제대로 된 세상-제대로 된 국가 캠페인’을 전개하기로 의결
- 2010. 06. 06. 국립현충원 방문, 순국선열에 대한 추모행사 거행
- 2010. 06. 25. 해방정국과 6.25동란에 관한 역사적 사실 및 왜곡에 관한 심포지엄 개최
- 2010. 07. 08. 법치주의와 준법의식 생활문화화를 위한 시민운동 전개방법에 관한 토론회 개최
- 2010. 08. 15. 광복절 행사를 이준열사기념사업회와 함께 수유동 이준묘역에서 거행
- 2010. 09. 18. 선거 민주주의 정착방안에 대한 토론회 개최
- 2010. 10. 03. 단군왕검 개국기념행사 참여
- 2010. 10. 20. 민주시민적 시위문화의 정착과 폭력시위 근절방안에 관한 토론회 개최
- 2010. 11. 15. 국립현충원 방문, 순국선열에 대한 추모행사 거행
- 2010. 12. 05. 민주시민연합 OB 회원 단합대회 개최
- 2010. 12. 13. 남침땅굴 굴착지원 기념으로 고 정지용 납골당 방문 추모제 개최
- 2011. 01. 04. 나라사랑 관악산 등반대회 개최
- 2011. 02. 25. ‘고독한 승리’ 책자원고(355쪽) 메일 배포
- 2011. 03. 19. 재래시장 활성화를 위한 안동지역 방문행사 참여
- 2011. 03. 26. 정의롭고 효율성 높은 보수정당 창당 방안 논의
- 2011. 04. 20. 민주시민연합 경기도 파주지부 결성식 개최
- 2011. 05. 05. 세계태권도대회 격파왕 박대남 선생 축하 모임
- 2011. 05. 06. 국립과천과학관에서 개최되는 어머니 전 참관, 어머니 사랑모임 결성
- 2011. 06. 22. 국회의 대 검찰 압력 수법분석과 검찰의 부산저축은행 축소수사 문제점 발췌
- 2011. 06. 24. 본회 상임의장에 김동렬(‘전교조에 告함’저자) 선임, 전재혁 상임의장은 이사장직 수임